# The Chapeltown Rag
«The Chapeltown Rag» — песня американской группы Slipknot. Спродюсированная Джо Баррези, песня была выпущена в качестве первого сингла с The End, So Far (седьмого студийного альбома) группы 5 ноября 2021 года.
Это также первый сингл, выпущенный после смерти бывшего барабанщика Slipknot Джои Джордисона.

## Предыстория
В ноябре 2021 года группа приобрела новый сайт thechapeltownrag.com и начала публиковать несколько разных фрагментов песни, чтобы тизерить новый релиз. 4 ноября 2021 года было сделано официальное объявление о выпуске новой песни «The Chapeltown Rag», которая будет выпущена на следующий день 5 ноября 2021 года. Выпуск сингла совпал с предпоследним выступлением на Knotfest в Лос-Анджелесе (Калифорния), хедлайнером которого выступили Bring Me the Horizon[прояснить], где группа впервые сыграла «The Chapeltown Rag» вживую.

## Композиция
«The Chapeltown Rag» была описана критиками как песня в стиле ню-метал. Песня была написана фронтменом Кори Тейлором и гитаристом Джимом Рутом, в то время как они были сопродюсерами песни вместе с Джо Баррези. Песня была названа в честь Питера Сатклиффа, серийного убийцы, имевшего прозвище «Йоркширский потрошитель». Название является прямой ссылкой на город Чеплтаун (Лидс) в Англии, где Сатклифф убил 16-летнюю девочку. Многие местные жители, жившие в этом районе, жаловались на то, что, по их мнению, песня была крайне дискомфортной.
Кори Тейлор описал песню как «каратель», говоря, что это документирует то, что происходит, когда искажения средств массовой информации распространяются в эхо-камерах социальных сетей[прояснить].
«Это классический Slipknot. И это безумно. Но в лирическом плане это исходит из того, что мы говорим о различных манипуляциях, которые могут произойти, когда социальные сети встречаются с самими СМИ. И различные способы, которыми эти манипуляции могут пытаться увести нас в разные стороны, состоят в том, что мы все становимся зависимыми от этого, что очень даже опасно».

## Позиции в чартах
| Чарт (2021)                                 | Высшая позиция |
| ------------------------------------------- | -------------- |
| UK Singles Sales (OCC)                      | 33             |
| UK Rock & Metal (OCC)                       | 13             |
| Canada Digital Songs (Billboard)            | 19             |
| US Digital Song Sales (Billboard)           | 19             |
| US Hot Rock & Alternative Songs (Billboard) | 19             |